# Blue Monday (píseň, New Order)
Blue Monday je píseň anglické rockové skupiny New Order v roce 1982.
"Blue Monday" je jedna z nejdelších písní, která se kdy umístila v žebříčku britské hitparády (hned vedle 40 minutové písně "Blue Room" a "O Superman" od Laurie Andersonové).
"Blue Monday" je rovněž nejprodávanější 12" singl vůbec, jenomže protože Factory Records se nepřipojili do společenství britských fonografických společností, nebyla "Blue Monday" oceněna "zlatou deskou".
Podle Bernarda Sumnerse, "Blue Monday" byla ovlivněna následujícími čtyřmi písněmi: aranžmé přišlo z post-discové/italo-disco skladby "Dirty Talk" od Klein + M.B.O.; syntetické basové Hi-NRG oktávy přišly z písně "You Make Me Feel (Mighty Real)" od Sylvestera; beat přišel z "Our Love" od Donny Summerové; a klávesový riff přišel ze skladby "Uranium" od kapely Kraftwerk.

## Příčky
| Chart (1983)                       | Příčka |
| ---------------------------------- | ------ |
| Australia ARIA Singles Chart       | 13     |
| German Media Control Singles Chart | 2      |
| Irish Singles Chart                | 4      |
| New Zealand RIANZ Singles Chart    | 2      |
| U.K. Singles Char                  | 9      |
| U.K. Independent Singles Chart     | 1      |
| U.S. Billboard Hot Dance Club Play | 5      |

## Cover verze
- 1983: Divine nahrál píseň "Love Reaction", kterou produkoval Bobby Orlando. Struktura písně hodně připomínala "Blue Monday", takže New Order nařkli Bobby Orlanda z plagiátu. "Love Reaction" se usadila na #65 příčce v UK Singles Chart pro rok 1983. Sumner si jednou v roce 1983 zazpíval na koncertu "Love Reaction" přes "Blue Monday"'
- 1998: Orgy.....
- 2007: "Shut Up and Drive" obsahuje sample "Blue Monday" od Rihanny.